# Губашево

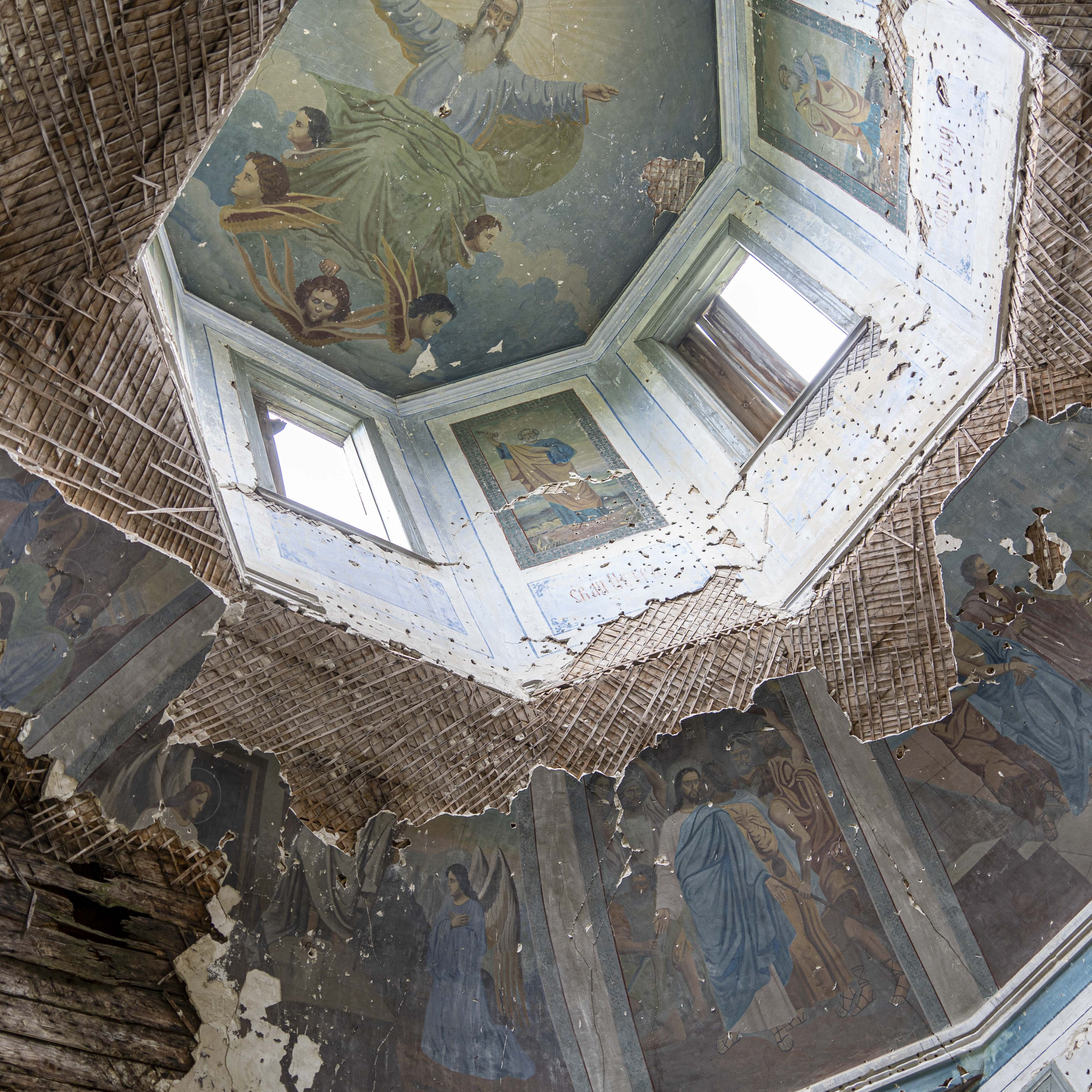
Купол Михайловского храма

Губашево — село в Николаевском районе Ульяновской области России. Входит в состав Барановского сельского поселения.

## География
Село находится в юго-западной части Ульяновской области, в лесостепной зоне, в пределах Приволжской возвышенности, на расстоянии примерно 7 километров к юго-западу от Николаевки, административного центра района. Абсолютная высота — 203 метра над уровнем моря.
Климат
Климат характеризуется как умеренно континентальный, с тёплым летом и умеренно холодной зимой. Среднегодовая температура воздуха — 10 °С. Средняя температура воздуха самого тёплого месяца (июля) — 19,2 °C (абсолютный максимум — 41 °C); самого холодного (января) — −13,3 °C (абсолютный минимум — −48 °C). Продолжительность безморозного периода составляет в среднем 202 дня. Среднегодовое количество атмосферных осадков составляет 455—530 мм, из которых большая часть выпадает в период с апреля по сентябрь. Снежный покров образуется в конце ноября и держится в течение 128 дней.
Часовой пояс
Село Губашево, как и вся Ульяновская область, находится в часовой зоне МСК+1. Смещение применяемого времени относительно UTC составляет +4:00.

## История
Деревня Губашево была основана до 1709 года, в это время там проживало 196 человек, в 56 дворах. В 1718 году 51 двор и 276 человек. До 1745 года из деревни  переселилось много семей во вновь поселенную деревню Самодуровку (ныне Сосновка).
В середине XVIII века через деревню Губашево проходил большой торговый проселочный тракт «Кузнецк — Хвалынск».
На 1862 год деревня Губашево, при р. Большой Ешалке, находилось по проселочному тракту из г. Хвалынска в г. Кузнецк, во 2-м стане Хвалынского уезда Саратовской губернии, в которой в 74 дворах жило: 287 мужчин и 277 женщин.
До 1912 года Губашево находилось в приходе Михаило-Архангельской церкви соседнего села Никитино, расположенного в 3 км от деревни.
В 1910-1912 гг. на юго-западной окраине села прихожанами была построена деревянная церковь Михаила Архангела, которая являлась приписной к церкви Михаила Архангела в с. Никитино. Церковь расположена обособленно, с планировкой села не связана, находится на возвышенности. Размеры здания — 31 × 9 м. Деревянная церковь снаружи обшита деревянной доской, цоколь здания невысокий, сложен из обтесанных известковых камней на цементном растворе. Кровля церкви стропильная, крыта железом. Четверик, завершённый малым восьмериком под луковичным куполом, с трапезной и трёхъярусной колокольней под луковичным куполом. Иконостас, иконы и церковная утварь не сохранились. В советский период здание использовалось как зернохранилище Губашевским сельсоветом Николаевского района Ульяновской области. Внутри можно увидеть останки настенных фресок. Судя по дыркам в стенах, в лике изображенных святых стреляли. Закрыта не позже 1930-х. Пустует, постепенно разрушается. В настоящее время здание храма является бесхозяйным.

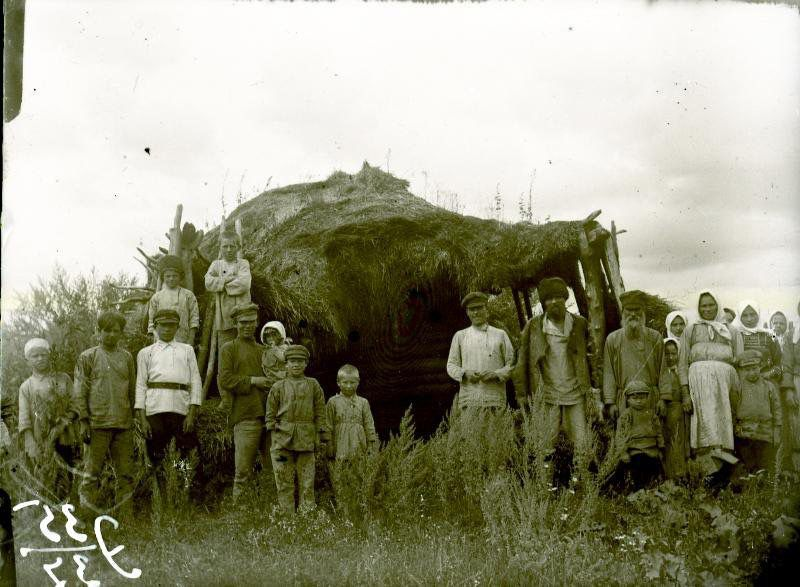
Овин Добролюбова, экспедиция П. Д. Степанова, август 1928

В 1927-1928 гг. село Губашево посетил в ходе этнографической экспедиции П. Д. Степанов, где собирал материалы о жизни в мордовских селениях. Им было отмечено, что на территории Губашево сохранился один не работающий и один работающий овин семьи Добролюбова постройки 1926—1927 гг.
В 1959 году все колхозы сёл Губашево, Болдасьево, Давыдовка, объединили в один колхоз — имени ХХI съезда КПСС. В 1992 году он был реорганизован в сельскохозяйственный производственный кооператив (СПК) «Давыдовский», после — в ООО «КФХ „Стимул“».

## Население
| Численность населения | Численность населения | Численность населения | Численность населения | Численность населения | Численность населения | Численность населения | Численность населения | Численность населения |
| --------------------- | --------------------- | --------------------- | --------------------- | --------------------- | --------------------- | --------------------- | --------------------- | --------------------- |
| 1709 г.               | 1717-1718 гг.         | 1858 г.               | 1862 г.               | 1912 г.               | 1996 г.               | 2002 г.               | 2010 г.               |                       |
| 196 чел.              | 276 чел.              | 547 чел.              | 564 чел.              | 1439 чел.             | 290 чел.              | 203 чел.              | 110 чел.              |                       |

Национальный состав — преимущественно мордва (Эрзяне)

## Известные уроженцы
- Добролюбов Виктор Петрович — Почётный гражданин города Ульяновска[13].
- Рузанова Анна Ивановна — указом Президиума Верховного Совета СССР от 29.12.1969 по Ульяновской области присвоено почётное звание с вручением ордена «Мать-Героиня», вырастила и воспитала 10 детей.[14]

## Достопримечательности
- Церковь Михаила Архангела [15][16][17][18][19][20][21][22]